# مبدأ بشري

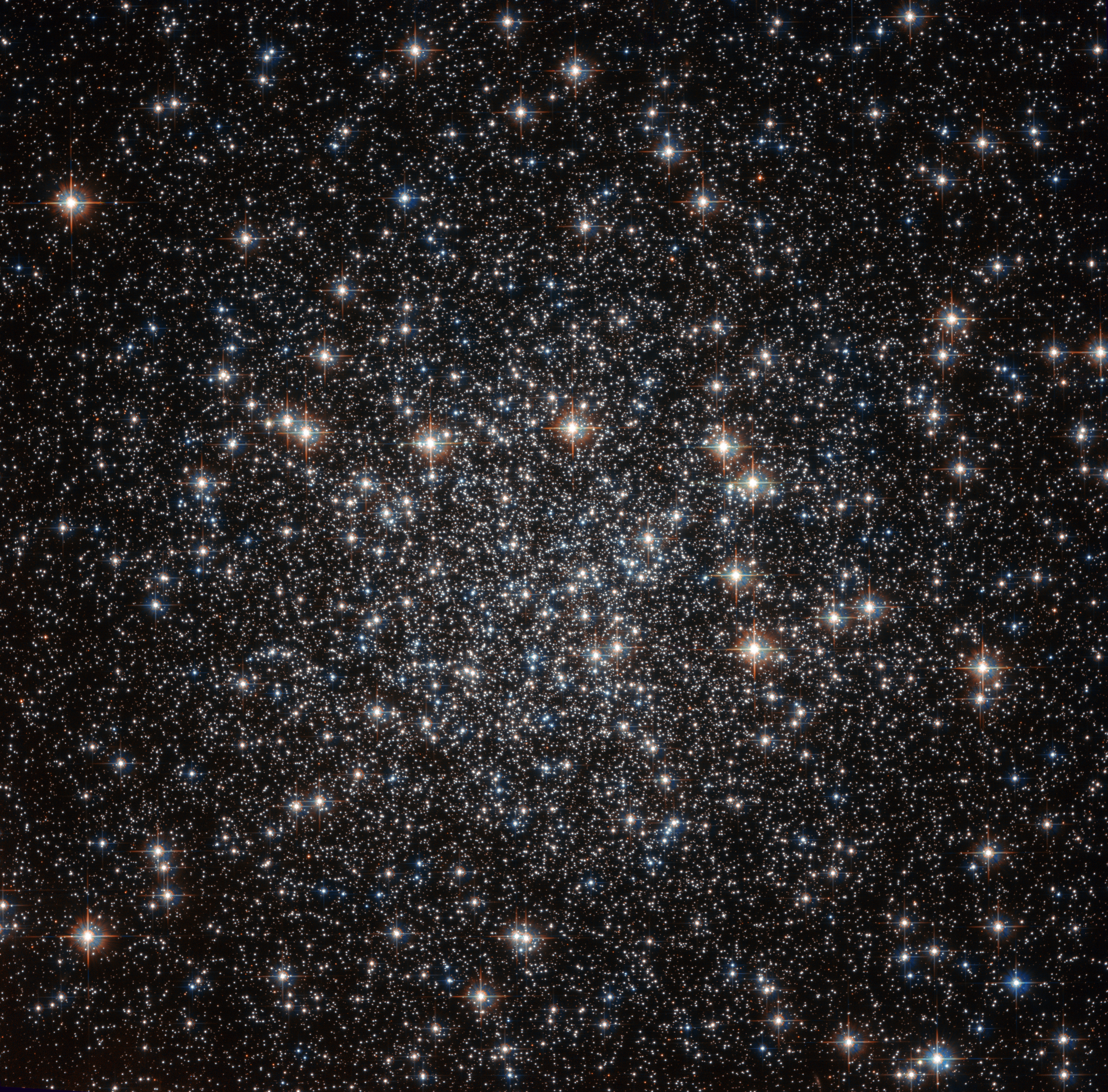

في الفيزياء وعلم الكون، يكون المبدأ البشري (بالإنجليزية: Anthropic principle) -أو المبدأ الأنثروبي- عبارة عن أطروحة تقول بأن الكون حتمي حيث تكون معادلاته وقوانينه الطبيعية مناسبة لظهور أنواع حياة ذكية، حيث أنه لو كانت الجسيمات الأولية مثل الإلكترون والبروتون ليست بصفاتها الموجودة (مثل مقدار الشحنة ونوعها وكتلة كل منهما) والقوانين التي تحكمها، لكان من غير الممكن نشأة الحياة على الأرض بما فيها نشأة الإنسان نفسه. والإنسان هو المخلوق الوحيد الذي بمقدوره وصف الكون ومراقبته وتحليله فيزيائياً.
تم إدخال هذا المصطلح في المنظومة العلمية من قبل الفلكي براندون كارتر في عام 1973 بمناسبة الاحتفال بعيد ميلاد كوبرنيكوس الـ500 رغم أن المبدأ تم صياغته بطرق مختلفة من العديد من الأشخاص قبله. ونظرا لاختلاف الصياغات فإن بعضها يتم مناقشته من الناحية العلمية والفلسفية في حين يتم تصنيف بعض الصياغات الأخرى في خانة العلوم الكاذبة. العديد من هذه النظريات تقوم بمحاولة لشرح ظهور الإنسان بإدخال فكرة الأكوان المتعددة أو فكرة المصمم الذكي، لكن هذه النظريات -التي دعمت إحدى هاتين الفكرتين- تعرضت لنقد وجدل كبير لكونها غير قابلة للاختبار وبالتالي يعتبرون النقاد هذه النظرية كمفهوم فلسفي لا أكثر، وليس بمفهوم علمي.
إحدى طرق الابتعاد عن هذا الجدل هو المبدأ البشري الضعيف weak anthropic principle وهذا المبدأ يقول بأنه: «... إذا كان هناك ظروف أو حوادث يمكن مراقبتها في الكون، فإنها تستوجب وجود مراقب يقوم بمشاهدتها والتعلم منها.».
في الرياضيات والفلسفة، تكون الصيغة الضعيفة للمبدأ الإنساني هو «الأسهل» دعماً لها، وذلك لأنها تحتوي على القليل من الإدعاءات. إلا أن النقاد استمروا ينتقدون المبدأ قائلين بأنه مبدأ طوطولوجي وصحيحي Truism, - التي تقول بأن عبارتها دائماً صحيحة، وإن كانت عبارتها «صحيحة فقط بشكل سطحي». على أية حال، المبدأ الذي ينبني على الحجج الطوطولوجية الأخرى سيحتوي على العديد من الإشكاليات. ومن جهة أخرى، الصيغ الأخرى القوية للمبدأ الإنساني لاتعتبر طوطولوجية، كما أنها تقوم بإدعاءات موضوعية يعتبرها العديد من الناس قابلة للنقاش.

## مقولات براندون كارتر في المبدأ البشري
تعتبر بعض الفقرات في مؤلف براندون كارتر „Large Number Coincidences and the Anthropic Principle in Cosmology“ أول شرح للمبدأ الأنتروبولوجي حيث يقول عن:
- المبدأ الأنتروبولوجي العام:... الأمر الذي يمكن أن نتوقع أنه من الممكن مراقبته أن يكون مقيدا بشروط وجودنا كملاحظين في الحاضر.
- المبدئ الأنتربولوجي الضعيف:... يجب أن نكون على استعداد أن نقر بأن موقعنا في الكون حتما له أفضلية من حيث أنه يتلائم مع وجودنا كمشاهدين.
- المبدئ الأنتروبولوجي القوي:...الكون والقوانين والتآثرات الأساسية التي يرتبط بها يجب وجودها بحيث أنها تترك لنا مجالا للوجود في بعض أطواره.

## مبدأ التسخير
طرح أستاذ الفيزياء الكونية في جامعة اليرموك محمد باسل الطائي تسمية عربية للمبدأ الإنساني وهي مبدأ التسخير ومما ذكره في مقال نشره
| مبدأ بشري | هذا الترابط القائم بين عالم الذرات وعالم المجرات، رغم سعة الأبعاد واختلاف الكتل والحركات وتباعد الأزمنة بين الثواني الأولى والأخيرة من خلق الكون له مضامين كبيرة، لعل أهمها أن هذا الكون بسياقاته التي سار عليها وبهيئته الحالية هذه وتكوينه هذا شرط ضروري ولازم لوجود الإنسان. ولما كان الإنسان هو الكائن العاقل الوحيد المعروف حتى الآن في هذا الكون، فإن الكون لابد أن يكون مخلوقاً من أجل أن يوجد الإنسان، أي من أجل الإنسان. (لو أننا اكتشفنا مخلوقات ذكية أخرى في الكون فإن الاستنتاج يبقى سارياً لكننا سنقول عندها أن الكون وٌجد من أجل أن تكون فيه حياة ذكية وفي كل هذه الأحوال فالنتيجة واحدة) سمي هذا الكشف العظيم " المبدأ الإنسنة Anthropic Principle " ، لكنني أفضل تسميته بالعربية " مذهب التسخير " فالقصد في مذهب التسخير الإسلامي هو نفسه الذي في المبدأ الإنسة هذا وهو أن الكون مصمم بحيث يمكن أن توجد فيه حياة ذكية ويكون فيه إنسان. | مبدأ بشري |

أي تشكل الكون بحيث يتواجد فيه الإنسان العاقل المفكر الذي يشاهد ويتفكر في هذا الوجود.

## وصلات خارجية
أحد النصوص المؤسسة للمبدئ الأتربولوجي